# Trouble
 Denne artikel omhandler albummet. Opslagsordet har også en anden betydning, se Trouble (band).
Trouble er Akons første album, der blev udgivet d. 29. juni 2004. Albummets singler er "Locked Up (Remix)" (featuring Styles P), "Lonely", "Bananza (Belly Dancer)", "Pot Of Gold" og "Ghetto". "Locked Up" blev skrevet efter at han kom uf af fængslet i 2003. "Lonely" blev et stort hit og kom på top-10 i USA og på top-5 i Storbritannien.